# سربل (مغني)
سربل ميخائيل (باللغة الإنجليزية Sarbel Michael وأحياناً Charbel وباللغة اليونانية Σαρμπέλ Μιχαήλ وباللغة العربية شربل ميخائيل) هو مغني يوناني من أصل لبناني - قبرصي الأصل، مولود في ساوث غيت، لندن، إنجلترا وقد اشتهر بأغاني شرقية يغنيها باللغة اليونانية. سمي باسم القديس الماروني شربل، إلا أن اسمه يُكتبْ ويُلفظ بالسين أي «سربل» لخلو اللغة اليونانية من حرف الشين.
مثّل سربل اليونان في مسابقة يوروفيجن للأغاني عام 2007 في هلسنكي، فنلندا بأغنيته "Yassou Maria" وحلّ سابعا. وله أغانٍ عربية مترجمة إلى اليونانية، بالإضافة إلى أدائه قسما من أغنية سيدي منصور للمغني صابر الرباعي بالعربية في أغنيته "Se Pira Sovara"

## الألبومات
- 2004: Parakseno Sinesthima
- 2006:	Sahara
- 2008:	Kati San Esena

## السينغلز
- 2004: "Se Pira Sovara" (أغنية سيدي منصور مع مقاطع باللغة العربية)[1]
- 2005: "Sokolata"
- 2005: "Thelo Na Petaxo"
- 2006: "Sahara"
- 2006: "Takse Mou"
- 2006: "Enas Apo Mas"
- 2007: "Yassou Maria" [2]
- 2008: "Eho Trelathei"
- 2009: "Mou Pai"
- 2011" "Monaxa esy"
- 2011: "Kafto Kalokairi"

## وصلات خارجية
- سربل على موقع IMDb (الإنجليزية)
- سربل على موقع ميوزك برينز (الإنجليزية)
- سربل على موقع أول ميوزيك (الإنجليزية)
- سربل على موقع ديسكوغز (الإنجليزية)

الموقع الرسمي لسربل